# Neftali Manzambi
Neftali Manzambi (* 23. April 1997 in Luanda, Angola) ist ein schweizerisch-angolanischer Fussballspieler. Der Stürmer steht seit Januar 2025 bei Academia Puerto Cabello in Venezuela unter Vertrag und ist ehemaliger Schweizer Juniorennationalspieler.

## Karriere
Als Flüchtling aus Angola in die Schweiz gekommen, spielte Neftali Manzambi in seiner Jugend zuerst für den FC La Chaux-de-Fonds und den FC Xamax 2007. Bereits 2010 wurde er als einer von vier der talentiertesten Spieler der Jahrgänge 1995/1996 vom Schweizerischen Fussballverband für eine Trainingswoche während der WM in Südafrika ausgewählt. Im Alter von 12 Jahren stiess er zur Jugendabteilung des FC Basel, wo er verschiedene Stufen bis zur U21-Mannschaft durchlief. Im Mai 2017 kam er unter dem damaligen Trainer Urs Fischer am 32. Spieltag im Spiel gegen den FC Thun (3:3) zu seinem ersten Einsatz in der ersten Mannschaft. Er wurde in der 75. Spielminute für Adama Traoré eingewechselt. Am 35. Spieltag, beim 3:1-Auswärtssieg gegen den Grasshopper Club Zürich, durfte er erneut für einige Minuten auflaufen und feierte am Ende der Saison mit dem FC Basel die Schweizer Meisterschaft. Im Juni 2017 verlängerte er seinen Vertrag beim FC Basel und unterzeichnete einen Dreijahresvertrag.
Da sich Manzambi als Stürmer bei Basel weigerte, sich zum Rechtsverteidiger umschulen zu lassen, wurde er 2018 von Trainer Raphael Wicky in die U21 zurückversetzt und wurde danach für ein Jahr mit Kaufoption an den spanischen Zweitligisten Sporting Gijón ausgeliehen. Im Februar 2019 wechselte er in derselben Liga weiter zum im Abstiegskampf steckenden FC Córdoba. 2019 nahm Gijon die Kaufoption war – da er dort jedoch kaum zu Einsätzen kam, wechselte er auf Leihbasis eine Liga tiefer zu FC Valencia Mestalla, dem Nachwuchsteam des FC Valencia. Im Februar 2021 wurde er von Gijon an den schwedischen Erstligisten Mjällby AIF ausgeliehen, wo er aber wie schon in Spanien kaum zu Einsätzen kam.
Im Sommer 2021 wurde Manzambi vom Winterthurer Sportchef Oliver Kaiser als Ersatz für Davide Callà, dem neuen Ersatztrainer, zurück in die Schweiz zum FC Winterthur geholt, der den Stürmer und dessen Schnelligkeit schon länger kannte. In Winterthur kam er gut an und kam im ersten Halbjahr zu 24 Einsätzen und wurde entsprechend von der Lokalzeitung Landboten als eine Verstärkung und guter Transfer gewertet. Nach dem Aufstieg spielte er aber in der Planung von Bruno Berner zunehmend keine Rolle mehr und stand unter dem neuen Trainer Patrick Rahmen im Sommer 2023 gar nicht mehr im Kader. Am letzten Tag des Transferfensters im Sommer 2023 wurde er bis zum Jahresende an den FC Schaffhausen verliehen. Dort bestritt er als Startelfspieler fünf Partien in der Challenge League, ehe er bis zur Winterpause verletzt ausfiel. Anfang 2024 wechselte er fest nach Schaffhausen.
Im Januar 2025 wechselte Manzambi nach Venezuela zu Academia Puerto Cabello.

## Titel und Erfolge
FC Basel
- Schweizer Meister: 2017